# Eszter Krutzler
Eszter Krutzler, née le 4 mars 1981 à Szombathely (Hongrie), est une ancienne haltérophile hongroise. Elle est médaillée d'argent aux Jeux de 2004.

## Carrière
Lors des Jeux olympiques d'été de 2004, Eszter Krutzler remporte la médaille d'argent en poids mi-moyens avec 262,5 kg soulevé, la même marque que la Russe Zarema Kasaeva, qui est plus lourde et est donc médaillée de bronze.

## Palmarès

### Jeux olympiques
- Jeux olympiques d'été de 2004 à Athènes ( Grèce) :
  -  médaille d'argent en -69 kg

### Championnats du monde
- Championnats du monde d'haltérophilie 2003 à Vancouver ( Canada) :
  -  médaille d'argent en -69 kg
- Championnats du monde d'haltérophilie 2001 à Antalya ( Turquie) :
  -  médaille de bronze en -69 kg

### Championnats d'Europe
- Championnats d'Europe d'haltérophilie 2011 à Kazan ( Russie) :
  -  médaille de bronze en -69 kg